# Oregon State University

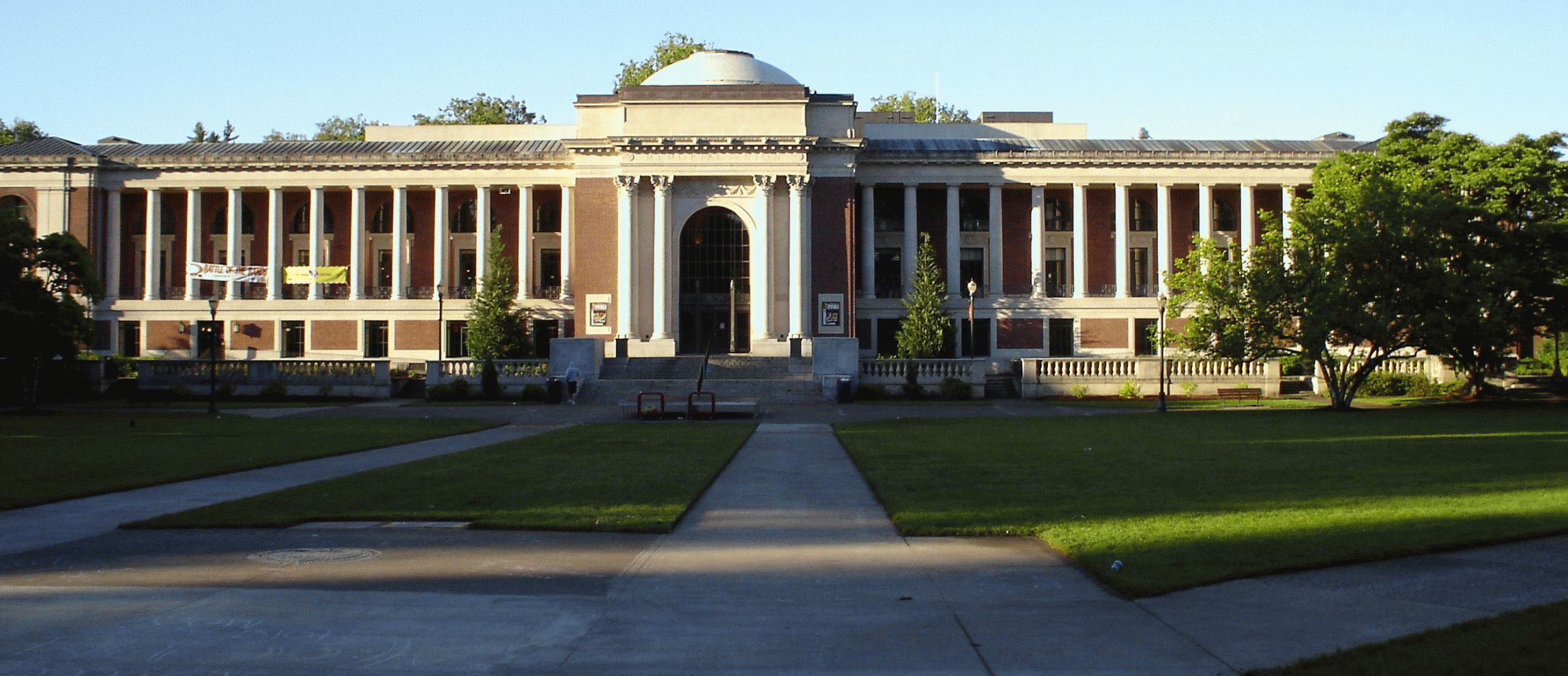
Memorial Union

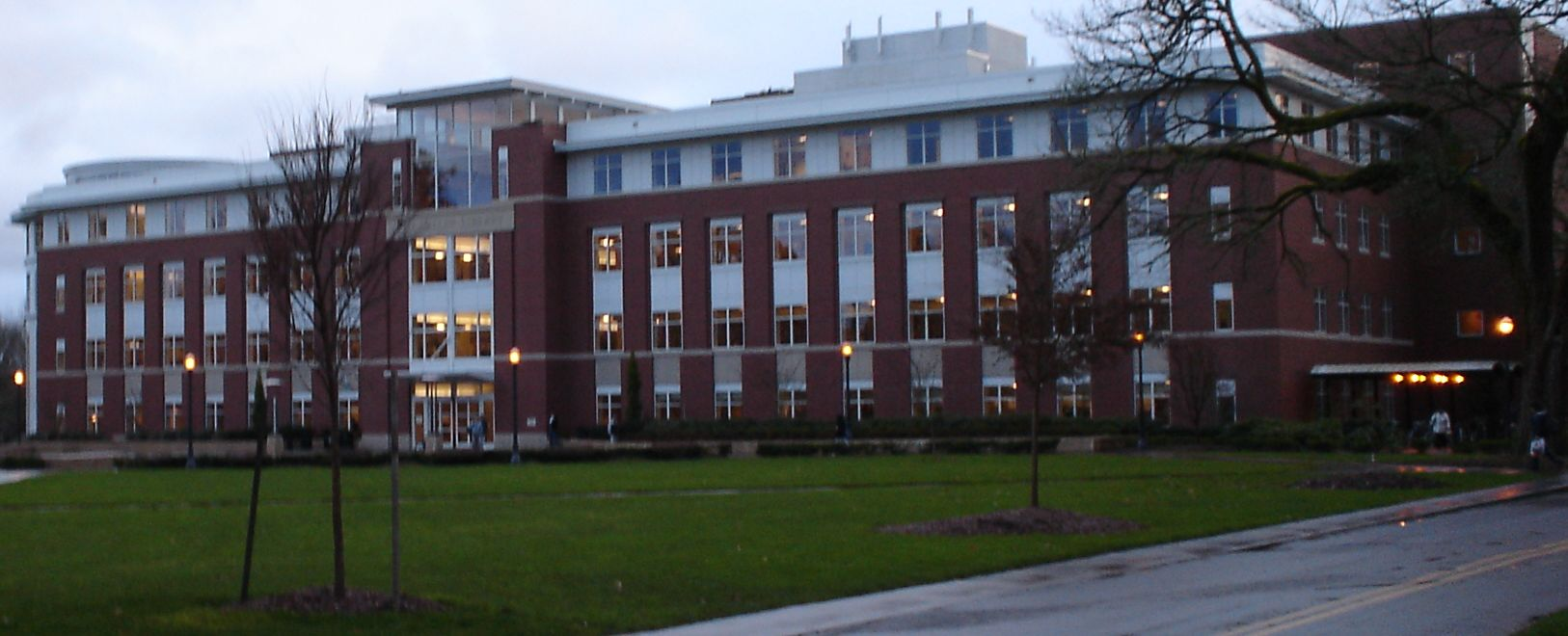
Oregon State University in Corvallis, Oregon

Die Oregon State University (kurz OSU) hat ihren Sitz in Corvallis, Oregon, USA. Dort sind ca. 30.000 Studenten eingeschrieben. Sie ist Teil des Oregon University System.

## Geschichte
Die Geschichte der Oregon State University geht auf die 1856 als private Akademie gegründete Corvallis Academy zurück. 1858 wurde es in Corvallis College umbenannt und seit 1865 wurden erste Kurse auf College-level angeboten. 1868 erfolgte die formelle Gründung der staatlichen Hochschule unter dem Namen Agricultural College of the State of Oregon. Der Name wurde ziemlich bald in Corvallis State Agricultural College umgeändert. 1870 beendeten die ersten Collegestudenten ihre Ausbildung. 1890 erfolgte eine weitere Namensänderung in Oregon Agricultural College. 1927 wurde sie abermals umbenannt in Oregon State Agricultural College und 1937 in Oregon State College. Ihren heutigen Namen trägt die Hochschule seit 1961.

## Fakultäten
- Forstwissenschaften
- Geisteswissenschaften
- Gesundheit und Human Services
- Ingenieurwissenschaften
- Landwirtschaft
- Naturwissenschaften
- Ozean und Atmosphäre
- Pädagogik
- Pharmazie
- Tiermedizin
- Verteidigungspädagogik
- Wirtschaftswissenschaften
- Graduate School
- Honors College

### Weitere Einrichtungen
Die OSU ist eine von nur 25 Hochschulen in den USA, an denen der Studiengang „Nuclear Engineering“ (Kerntechnik) belegt werden kann. Als solche verfügt die Schule über einen eigenen Forschungsreaktor auf dem Universitätscampus.
Der OSU Campus ist die Heimat des OSU Open Source Lab, eines weltweit einzigartigen Instituts zur Förderung freier Softwareprojekte. Das Labor stellt das technische Rückgrat für viele der wichtigsten Open-Source-Projekte der Welt dar, so etwa für den Linux-Kernel oder die Projekte der Apache und Mozilla Foundations.
Zudem ist die OSU führend im Bereich der Tsunamiforschung. Sie verfügt über ein großes Labor zur Erforschung von Wasserwellen („O.H. Hinsdale Wave Research Laboratory“). Die Tsunami-Warnschilder, die an der OSU entworfen wurden und in Oregon (ebenfalls Tsunami-gefährdet) seit Jahren an der Pazifikküste stehen, werden zwischenzeitlich weltweit als Standardwarnzeichen eingesetzt.
In Newport an der Yaquina Bay befindet sich das Hatfield Marine Science Center, das 1965 gegründete meereskundliche Forschungsinstitut und Aquarium der OSU.

## Sport

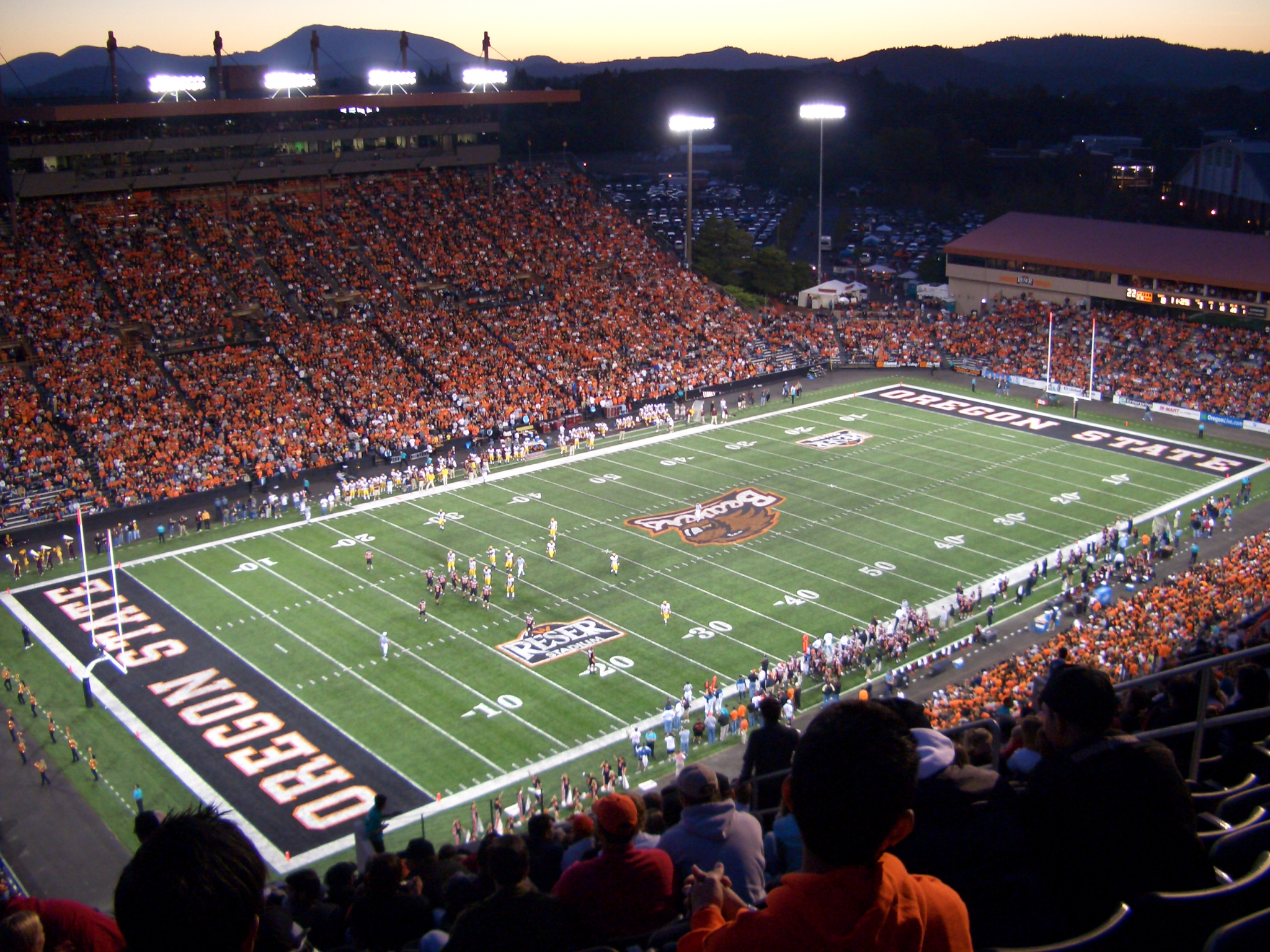
Reser Stadium, das Stadion der OSU Beavers

Die Sportteams der OSU nennen sich die Beavers („Biber“). Die Universität ist Mitglied der Pacific-12 Conference. Eine sportliche Rivalität hegen die Beavers mit den Teams der University of Oregon aus Eugene, Oregon, die sich selbst die Ducks („Enten“) nennen. Das jährliche Football-Spiel zwischen den beiden Universitäten hat der Volksmund Civil War Game („Bürgerkriegsspiel“) getauft. Dieser Name wird aber seit 2020 von den Universitäten nicht mehr verwendet. Das Spiel findet im Wechsel in Eugene und Corvallis statt. Mit dem Wechsel der University of Oregon in die Big-10 Conference zur Saison 2024 steht das traditionsreiche Derby vor dem Aus.
Das Footballstadion der Oregon State University wird ständig erweitert, vor allem mit Hilfe des Hauptsponsors Reser’s Fine Foods, einer amerikanischen Lebensmittelmarke. Daher heißt das Stadion Reser Stadium.
Craig Robinson, der ältere Bruder der ehemaligen amerikanischen First Lady Michelle Obama, war Trainer des OSU Basketballteams.

## Persönlichkeiten

### Professoren
- Dennis Erickson (* 1947), ehemaliger Trainer der Footballmannschaft der Oregon State Beavers
- Helen Margaret Gilkey (1886–1972), Mykologin und Illustratorin, Herbariumskuratorin und Professorin für Botanik
- Karen Guillemin (* 20. Jhdt.), Professorin für Biologie am Institut für Molekularbiologie
- Hans Kaufmes (1897–1971), Professor Emeritus Animal Science, zuvor „Landesbauernführer“ der „Deutschen Volksgruppe in Rumänien“
- William Luther Pierce (1933–2002), ehemaliger Physikprofessor, berüchtigt für seine Stellung in der „White Supremacist“-Bewegung
- George O. Poinar (* 1936), Fachbereich Entomologie, bekannt für seine Idee DNA aus in Bernstein eingeschlossenen Insekten zu extrahieren
- Helmuth Resch (* 1933), ehemaliger Leiter des Department of Forest Products

### Absolventen

#### Nobelpreisträger
- Linus Pauling (1901–1994), Nobelpreis Chemie 1954 und Friedensnobelpreis 1962

#### Weitere Absolventen
Sport
- Brent Barry (* 1971), Basketballspieler
- Victor Butler (* 1987), Footballspieler
- Michael Conforto (* 1993), Baseballspieler
- Brandin Cooks (* 1993), Footballspieler
- David Fall, Turmspringer, Silbermedaille bei den Olympischen Sommerspielen 1924
- Dick Fosbury (1947–2023), Hochspringer, Goldmedaille bei den Olympischen Sommerspielen 1968
- Marie Gülich (* 1994), deutsche Basketballspielerin
- Steven Jackson (* 1983), Footballspieler
- Chad Johnson, bekannt als Chad Ochocinco (* 1978), Footballspieler
- Andy Levitre (* 1986), Footballspieler
- Gary Payton (* 1968), Basketballspieler
- Jean Saubert (1942–2007), Skiläuferin, Silber- und Bronzemedaille bei den Olympischen Winterspielen 1964
- Vic Sears (1918–2006), Footballspieler
- Forrest Smithson (1884–1962), Hürdenläufer, Goldmedaille bei den Olympischen Sommerspielen 1908
- George Svendsen (1913–1995), Footballspieler
- Len Younce (1917–2000), Footballspieler

Andere Bereiche (außer Sport)
- Frits Bolkestein (1933–2025), EU-Kommissar für Binnenmarkt und Dienstleistungen
- Daniel R. Carter (* 1961), Gründer und CEO des Unternehmens Windmill Investments in Salem/Oregon
- Pinto Colvig (1892–1967), Stimmenimitator und Stimmer von Bozo the Clown
- Doug Engelbart (1925–2013), Erfinder der Computermaus
- Jen-Hsun Huang (* 1963), Mitbegründer und CEO von Nvidia
- Reinhard Hüttl (* 1957), Forst- und Bodenwissenschaftler
- Timothy S. Leatherman, Erfinder des Leatherman-Tools
- Katharine Jefferts Schori (* 1954), Bischöfin der Episkopalen Kirche